# 2024 au Pakistan
Cet article présente les faits marquants de l'année 2024 au Pakistan.

## Évènements
- 16 janvier : attaque de missiles iraniens.
- 7 février : au moins 28 personnes sont tuées dans deux attentats à la bombe visant des bureaux de campagne politique au Baloutchistan[1].
- 8 février : élections législatives, Shehbaz Sharif est élu Premier ministre pour un deuxième mandat.
- 3 mars : vingt-neuf personnes sont tuées et 59 autres blessées lors des fortes pluies qui ont balayé le pays en deux jours, provoquant des glissements de terrain[2].
- 9 mars : élection présidentielle, Asif Ali Zardari est élu.
- 20 mars : 12 personnes sont tuées et 8 autres sont secourues lors d'une explosion dans une mine du district de Harnai[3].
- 3 avril : élections sénatoriales.
- 13 avril : des hommes armés enlèvent et tuent neuf personnes dans un bus dans le district de Nushki, au Baloutchistan. Toutes les victimes, dont les corps ont été retrouvés sous un pont, semblent avoir été abattues à bout portant[4].
- 9 juin : Attentat de 2024 à la gare de Quetta : Un engin piégé tue sept membres de l'armée pakistanaise dans le nord-ouest du Pakistan[5].
- 19 août : Trois soldats et cinq talibans pakistanais armés sont tués lors d'une fusillade dans le district de Bajaur, Khyber Pakhtunkhwa[6].
- 25 septembre : au moins 20 personnes sont tuées et 75 autres blessées dans des affrontements entre tribus musulmanes chiites et sunnites dans le district de Kurram (Khyber Pakhtunkhwa)[7].
- 12 octobre : au moins onze personnes sont tuées et huit autres blessées dans des affrontements tribaux dans le district de Kurram (Khyber Pakhtunkhwa)[8].
- 9 novembre : un attentat revendiqué par les séparatistes baloutches fait au moins 25 morts sur le quai de la gare centrale de la ville de Quetta[9].
- 17 novembre : sept soldats paramilitaires sont tuées, et dix-huit autres blessés, lors d'une attaque de l'Armée de libération du Baloutchistan contre un poste de contrôle dans le district de Kalat, au Baloutchistan[10].
- 21 novembre : Attaque de Kurram en 2024 (en) : 54 personnes sont tuées dans deux attaques sectaires distinctes contre des convois de chiites dans le district de Kurram, Khyber Pakhtunkhwa[11].
- 26 novembre : Au moins quatre personnes sont tuées dans des affrontements à Islamabad entre la police et des partisans du PTI exigeant la libération d'Imran Khan[12].